# Mike Ramsey
Michael Allen „Mike“ Ramsey (* 3. Dezember 1960 in Minneapolis, Minnesota) ist ein ehemaliger US-amerikanischer Eishockeyspieler und -trainer, der im Verlauf seiner aktiven Karriere zwischen 1978 und 1997 unter anderem 1185 Spiele für die Buffalo Sabres, Pittsburgh Penguins und Detroit Red Wings in der National Hockey League auf der Position des Verteidigers bestritten hat. Seinen größten Karriereerfolg feierte Ramsey im Trikot der Nationalmannschaft der Vereinigten Staaten mit dem Gewinn der Goldmedaille bei den Olympischen Winterspielen 1980 in Lake Placid – dem sogenannten „Miracle on Ice“. Darüber hinaus nahm er viermal am NHL All-Star Game teil und wurde aufgrund seiner Verdienste um den Eishockeysport in den Vereinigten Staaten im Jahr 2001 in die United States Hockey Hall of Fame aufgenommen.

## Karriere
Mike Ramsey begann seine Karriere als Eishockeyspieler an der University of Minnesota, für deren Eishockeymannschaft er in der Saison 1978/79 am Spielbetrieb der National Collegiate Athletic Association teilnahm. Mit seiner Mannschaft gewann er auf Anhieb den Meistertitel der Western Collegiate Hockey Association sowie den Meistertitel der NCAA. Anschließend wurde er im NHL Entry Draft 1979 in der ersten Runde als insgesamt elfter Spieler von den Buffalo Sabres ausgewählt. Die Saison 1979/80 begann der Verteidiger beim Team USA, an dessen Olympiavorbereitung er teilnahm und beendete sie bei den Buffalo Sabres in der National Hockey League. In seinem Rookiejahr in der NHL erzielte er in insgesamt 26 Spielen zwei Tore und acht Vorlagen. Von 1980 bis zum Ende der Saison 1992/93 war Ramsey einer der Führungsspieler der Buffalo Sabres. In diesem Zeitraum nahm er vier Mal am NHL All-Star Game teil (1982, 1983, 1985 und 1986). Am 22. März 1993 wurde er im Tausch gegen Bob Errey an die Pittsburgh Penguins abgegeben. Dort blieb er eineinviertel Jahre, ehe er als Free Agent von den Detroit Red Wings verpflichtet wurde. Im Anschluss an die Saison 1996/97 beendete der US-Amerikaner im Alter von 36 Jahren seine aktive Karriere. 
Von 1997 bis 2000 war Ramsey Assistenztrainer seines Ex-Klubs Buffalo Sabres aus der NHL. Von 2001 bis 2010 war er in gleicher Position für deren Ligarivalen Minnesota Wild tätig.  

### International

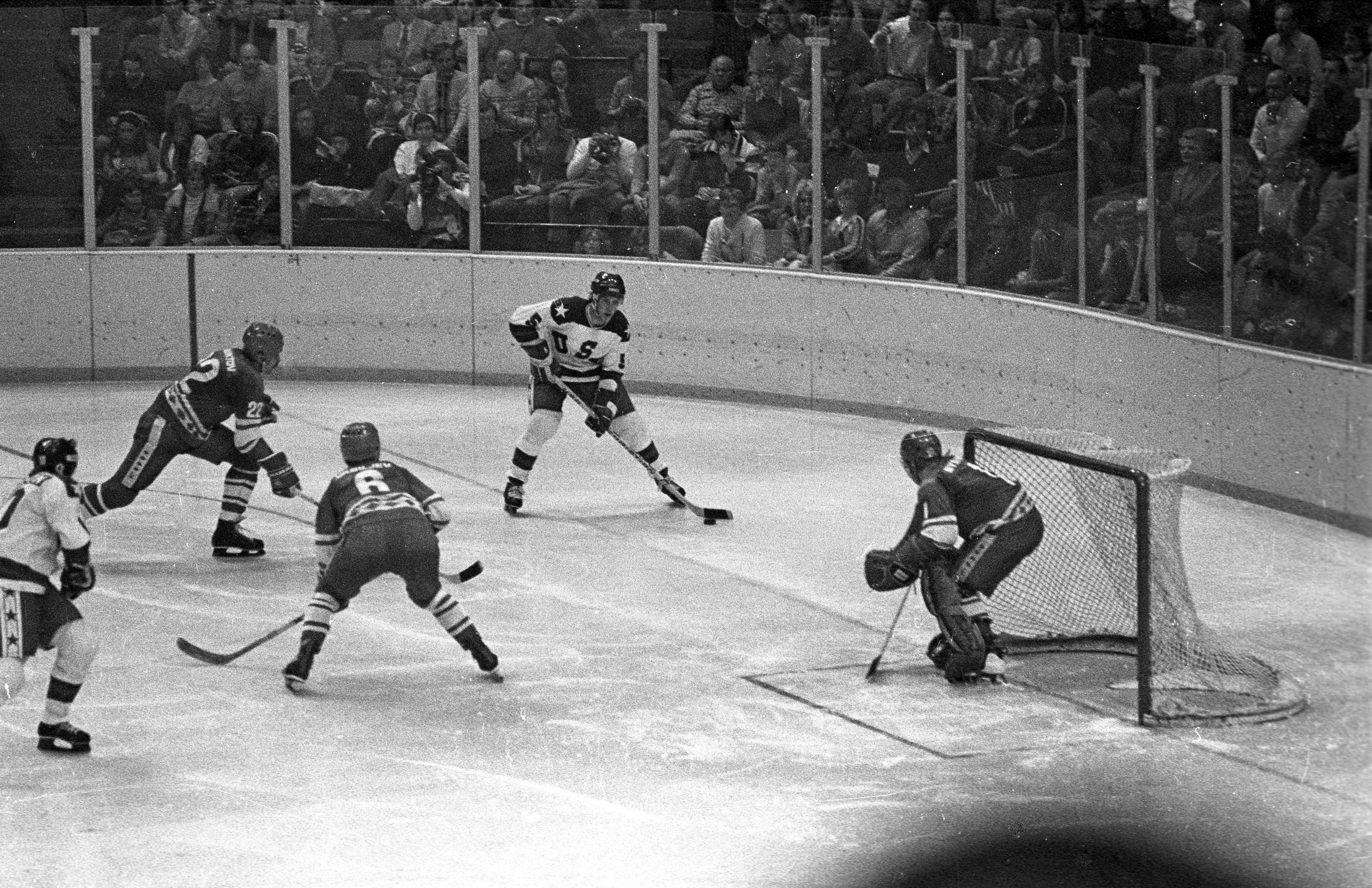
Mike Ramsey am Puck (Bildhintergrund) beim Miracle on Ice (1980)

Für die USA nahm Ramsey im Juniorenbereich ausschließlich an der Junioren-Weltmeisterschaft 1979 teil. Im Seniorenbereich nahm er für die USA an der Weltmeisterschaft 1982 sowie in den Jahren 1984 und 1987 am Canada Cup teil. Zudem stand er im Aufgebot seines Landes bei den Olympischen Winterspielen 1980 in Lake Placid, bei denen er mit seiner Mannschaft die Goldmedaille gewann.

## Erfolge und Auszeichnungen
| - 1979 Broadmoor-Trophy-Gewinn mit der University of Minnesota - 1979 NCAA-Division-I-Championship mit der University of Minnesota - 1982 Teilnahme am NHL All-Star Game - 1983 Teilnahme am NHL All-Star Game | - 1985 Teilnahme am NHL All-Star Game - 1986 Teilnahme am NHL All-Star Game - 1987 Teilnahme am Rendez-vous ’87 - 2001 Aufnahme in die United States Hockey Hall of Fame |

### International
- 1980 Goldmedaille bei den Olympischen Winterspielen

## Karrierestatistik

### International
| Vertrat die USA bei: - Junioren-Weltmeisterschaft 1979 - Olympischen Winterspielen 1980 - Weltmeisterschaft 1982 | - Canada Cup 1984 - Canada Cup 1987 | Vertrat die National Hockey League bei: - Rendez-vous ’87 |

(Legende zur Spielerstatistik: Sp oder GP = absolvierte Spiele; T oder G = erzielte Tore; V oder A = erzielte Assists; Pkt oder Pts = erzielte Scorerpunkte; SM oder PIM = erhaltene Strafminuten; +/− = Plus/Minus-Bilanz; PP = erzielte Überzahltore; SH = erzielte Unterzahltore; GW = erzielte Siegtore; 1 Play-downs/Relegation; Kursiv: Statistik nicht vollständig)